# Zamek Heimburg w Niederheimbach
Heimburg (rzadziej Burg Hohneck) – warowny zamek położony nad miejscowością Niederheimbach, Nadrenia-Palatynat, Niemcy, w północnej części doliny środkowego Renu.

## Historia
Zbudowany około roku 1300 jako twierdza mająca zabezpieczać przed najazdami pobliskiej szlachty niemieckiej. W drugim i trzecim dziesięcioleciu XIV wieku stopniowo rozbudowywany. Od połowy XIV wieku stracił na znaczeniu. Odbudowany i przebudowany w XIX wieku. Aktualnie własność prywatna.